# 陈云霞 (赛艇运动员)
陈云霞（1995年12月5日—），内蒙古奈曼旗人，中国女子赛艇运动员，上海交通大学国际与公共事务学院2017级本科生。

## 生平
2018年8月23日，陈云霞获得2018年雅加达-巨港亚运会赛艇女子单人双桨金牌，成绩为8分08秒21。
2019年9月1日，陈云霞与队友张灵、吕扬、崔晓桐获得2019年世界赛艇锦标赛中获得赛艇女子四人双桨金牌，成绩为6分34秒65，并获得该项目的2020年东京奥运会参赛资格。
2021年7月28日，陈云霞在东京夏季奥林匹克运动会上与队友张灵、吕扬、崔晓桐一起获得女子四人双桨金牌，并协力创造该项目世界最好成绩6分05秒13。
2022年5月3日被授予中国青年五四奖章。